# Lorenzo Maitani

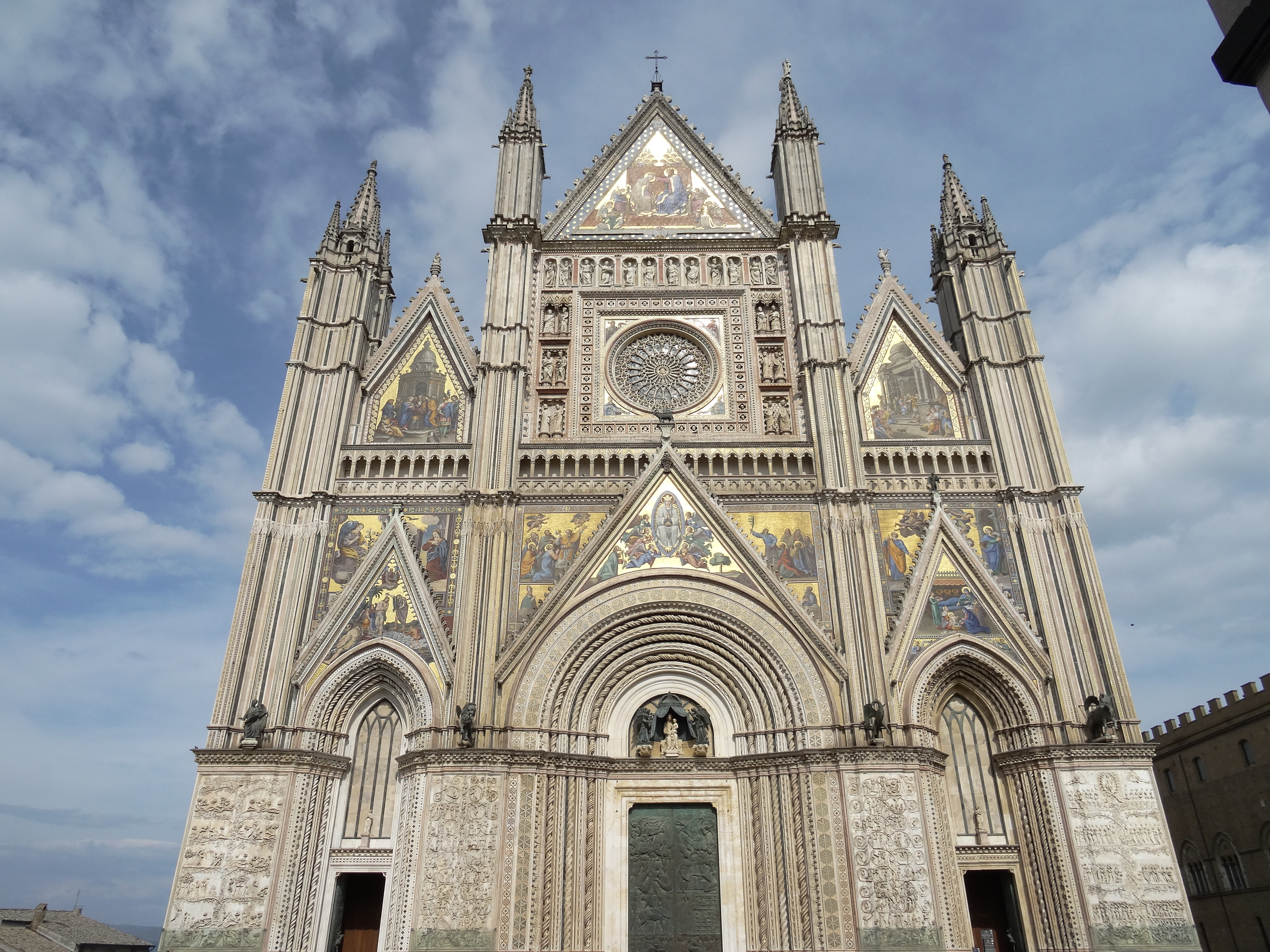
Katedralen i Orvieto.

Lorenzo Maitani, född 1275 i Siena, död 1330 i Orvieto, var en italiensk arkitekt.
Maitani var byggmästare vid den 1290 (av Arnolfo di Cambio) började domkyrkobyggnaden i Orvieto samt anlade och utförde (efter 1310) fasaden, som är den italienska gotikens praktfullaste och ädlaste verk, utstyrd med en omätlig rikedom av form och färg. Alla byggnadsdelar är från grunden till korsblommorna fyllda med mosaikmönster, så att denna fasad kan betraktas som det största och rikaste polykroma (mångfärgade) monument, som finnes i världen.